# Nikki Kubesová
Nicole Renee Kubesová (Kubešová) (* 22. srpna 1986 Fort Worth) je bývalá americká zápasnice – judistka českého původu.

## Sportovní kariéra
Narodila se do rodiny původem z Česka. Její prarodiče patřili koncem 19. století k zakladatelům města New Prague ve státě Minnesota. S judem začínala v 7 letech v rodném Fort Worth. V roce 2004 vyhrála v 17 letech americkou olympijskou kvalifikaci v polotěžké váze do 78 kg a startovala na olympijských hrách v Athénách, kde prohrála ve druhém kole na ippon technikou de-aši-harai s Francouzkou Céline Lebrunovou.
V roce 2006 si v květnu na panamerickém mistrovství v Buenos Aires přetrhala vazy v koleni a podstoupila plastiku. V roce 2008 s reprezentačními kolegyněmi nezískala panamerickou kvótu pro start na olympijských hrách v Pekingu v polotěžké váze a vzápětí ukončila sportovní kariéru. Pracuje je policistka.

## Výsledky
| Turnaj                  | 2002           | 2003           | 2004           | 2005           | 2006           |
| Turnaj                  | 16             | 17             | 18             | 19             | 20             |
| Turnaj                  | polotěžká váha | polotěžká váha | polotěžká váha | polotěžká váha | polotěžká váha |
| ----------------------- | -------------- | -------------- | -------------- | -------------- | -------------- |
| Olympijské hry          |                |                | úč.            |                |                |
| Mistrovství světa       |                | —              |                | —              |                |
| Panamerické hry         |                | —              |                |                |                |
| Panamerické mistrovství | —              | —              | —              | —              | 5.             |
| MS juniorů              | úč.            |                | úč.            |                |                |